# Al-Bara
Al-Bara (arab. البارة) – miejscowość w Syrii, w muhafazie Idlib. W 2004 roku liczyła 10 353 mieszkańców.